# Laach (Grevenbroich)
Laach ist ein Ortsteil der Stadt Grevenbroich im Rhein-Kreis Neuss im Land Nordrhein-Westfalen.

## Lage
Laach grenzt im Norden an den Stadtteil Neu-Elfgen. Im Osten befindet sich die Eisenbahnlinie Neuss-Grevenbroich-Bedburg-Bergheim-Horrem und im Süden die Autobahnlinie A 540.

## Geschichte
Laach war vom Mittelalter bis 1794 ein Teil der Deutsch-Ordens-Herrschaft Elsen. Im Jahre 1794 wurde der Ort von französischen Revolutionstruppen besetzt. Laach kam nun an die Mairie Elsen im Kanton Elsen im Arrondissement Cologne im Département de la Roer. 1815 kam Laach an das Königreich Preußen. Es entstand die Gemeinde Laach, die zum Kreis Grevenbroich im Regierungsbezirk Köln kam. Ab dem Jahre 1929 gehörte Laach zum neuen Landkreis Grevenbroich-Neuß. 1931 wurde der kleine Ort in die Stadt Grevenbroich eingemeindet.

## Einwohnerentwicklung
- 31. Dezember 2005: 839 Einwohner[1]
- 31. Mai 2006:      863 Einwohner[1]
- 31. Dezember 2010: 813 Einwohner[1]
- 31. Dezember 2013: 859 Einwohner[1]
- 31. Dezember 2014: 857 Einwohner[1]
- 31. Dezember 2015: 856 Einwohner[1]
- 31. Dezember 2016: 841 Einwohner[1]
- 31. Dezember 2017: 845 Einwohner[1]
- 31. Dezember 2018: 837 Einwohner[1]
- 31. Dezember 2019: 797 Einwohner[1]
- 31. Dezember 2021: 761 Einwohner[1]
- 31. Dezember 2022: 768 Einwohner[1]

## Verkehr
Laach liegt nicht weit von der Autobahnanschlussstelle Grevenbroich (A 540) entfernt. Außerdem liegt nördlich von Laach der Bahnhof Grevenbroich.